# 華特迪士尼家庭娛樂公司
華特迪士尼家庭娛樂公司（英語：Walt Disney Studios Home Entertainment，自1997年起合併為博偉家庭娛樂公司，也稱迪士尼-ABC家庭娛樂和電視發行公司，1980年至1987年名為華特迪士尼電信和非戲劇公司，1987年至1997年前為博偉家用影片，1997年至2008年英文名为Walt Disney Home Entertainment）是華特迪士尼公司的家用影片部門。迪士尼於1980年以華特迪士尼家庭娛樂公司的名義開始以自己的品牌發行影片。

## 成立背景
在迪士尼開始發行家用影片之前，它將一些影片授權給開發新光碟格式的公司。根據有大量發行影片詳細資料的娛樂集團網站，只有六部迪士尼影片經由發行。其中之一是故事片，其他影片是迪士尼短篇的合集，包括（#D61-503）、（#D61-504）、（#D61-505）、（#D61-506）以及在1979年五月發行的（#D61-507）。迪士尼與的協議於1981年12月結束。

## 產品

### 迪士尼DVD

迪士尼DVD

迪士尼DVD是博偉家庭娛樂公司發布其電影的品牌名稱。迪士尼於1997年開始發行DVD影片，不過直到1999年他們才在英國以這種格式發行。VHS則在2006年2月7日發布的《Bambi II》後停止發行（不過迪士尼還是以「迪士尼電影俱樂部」之名發布VHS新影片）。

### 迪士尼藍光

迪士尼藍光

迪士尼藍光是博偉家庭娛樂公司以高畫質發布其迪士尼品牌電影的品牌名稱。2006年底迪士尼開始發行包括《加勒比海盗系列电影》、《国家宝藏系列電影》、和前兩部《納尼亞傳奇》的藍光影片。

## 迪士尼電影内幕者
2006年10月，迪士尼宣布推出名為迪士尼電影獎勵（Disney Movie Rewards）的忠誠計劃。消費者可以透過提交迪士尼故事片的票根及購買迪士尼家庭影片和迪士尼CD獲得的「魔法代碼」來收集積分。積分可以兌換遊戲、DVD、書籍、海報和收藏品等獎品。之后随着漫威娱乐、卢卡斯影业和二十世纪影业（原二十世纪福斯）陆续被收购，迪士尼電影獎勵也开始支持这三个厂牌的电影。2019年，迪士尼宣布迪士尼电影奖励更名为迪士尼电影内幕者（Disney Movie Insiders）。

## 外部連結
- 官方网站
- 互联网电影数据库上Walt Disney Studios Home Entertainment的资料（英文）
- 互联网电影数据库上Walt Disney Home Video的资料（英文）
- 互联网电影数据库上Buena Vista Home Entertainment的资料（英文）